# Virtual Studios
Virtual Studios est une société de production américaine fondée en 2005 par Benjamin Waisbren avec le soutien financier de Stark Investments et qui a son siège à Hollywood. Peu après sa création, elle a cofinancé six films en partenariat avec Warner Bros.. L'échec financier de Poséidon a fait perdre 50 000 000 $ à la compagnie et a coûté son poste de président à Waisbren.

## Liste des principaux films produits
- 2006 : V pour Vendetta
- 2006 : Poséidon
- 2006 : The Good German
- 2006 : Blood Diamond
- 2007 : 300
- 2007 : Next
- 2007 : Nancy Drew
- 2007 : L'Assassinat de Jesse James par le lâche Robert Ford
- 2007 : Le Rêve de Cassandre
- 2008 : Bangkok Dangerous